# Sin Secretos con Doris
Sin Secretos con Doris ist eine Kochsendung des costa-ricanischen Fernsehsenders Canal 13, die seit 2012 ausgestrahlt wird.

## Konzept
Im Mittelpunkt der täglich ausgestrahlten Sendung steht die costa-ricanische Köchin Doris Goldgewicht (eigentlich Doris Kohn Gudes). Vor ihrer Karriere als Fernsehköchin arbeitete die Tochter eines Österreichers 13 Jahre als klinische Psychologin, wobei sie die erste psychologische Klinik Costa Ricas gründete, und gründete eine Firma für Küchenausrüstungen für professionelle Küchen. Nach einer mehrjährigen Qualifikation zur Köchin und Koch-Ausbilderin war sie von 2018 bis 2019 Vorstandsmitglied in der Asociación Nacional de Chef, des costa-ricanischen Berufsverbandes der Köche. Der Name der Sendung geht auf ein 2008 von Goldgewicht veröffentlichtes Kochbuch zurück, Cocina costarricense sin secretos. Laut Goldgewicht richtet sich die Sendung unter anderem an Personen, die sich eine berufliche Zukunft in der Gastronomie vorstellen können.
Einige Konzepte der Sendung werden wöchentlich verwendet. Sendungen mit dem Motto „Disfrutando Costa Rica“ (etwa Costa Rica genießen) widmen sich beispielsweise der traditionellen costa-ricanischen Küche, in Sendungen mit dem Motto „A Hornear se ha Dicho“ (etwa Auf zum Backen!) backt Goldgewicht mit wechselnden Gästen unter der Prämisse, dabei für einen Geschäftsbetrieb kosten- und zeitsparend vorzugehen.
Eine Besonderheit des Sendekonzepts sind die übergangslos in die Sendung eingebetteten Werbeeinblendungen, in denen Goldgewicht Produkte ihrer Sponsoren präsentiert, darunter Convenience Food, Würz- und Fertigsaucen und Grundnahrungsmittel, die meist nichts mit dem Thema der jeweiligen Sendung zu tun haben.

## Produktion
Die Sendung wird Montag bis Freitag um 15:00 Uhr ausgestrahlt und am folgenden Morgen um 09:00 Uhr wiederholt. Alle Folgen sind auf dem YouTube-Kanal zur Sendung einsehbar.
Die Sendung wurde erstmals 2001 ausgestrahlt. 2007 wurde sie auf Wunsch Goldgewichts eingestellt. Zu dieser Zeit zog sich Goldgewicht ins Privatleben zurück, um sich um ihren an Krebs erkrankten Mann zu kümmern, der 2008 starb. Ab 2015 lief die Sendung wieder täglich auf Canal 13.